# 함부르크 국립 오페라 극장

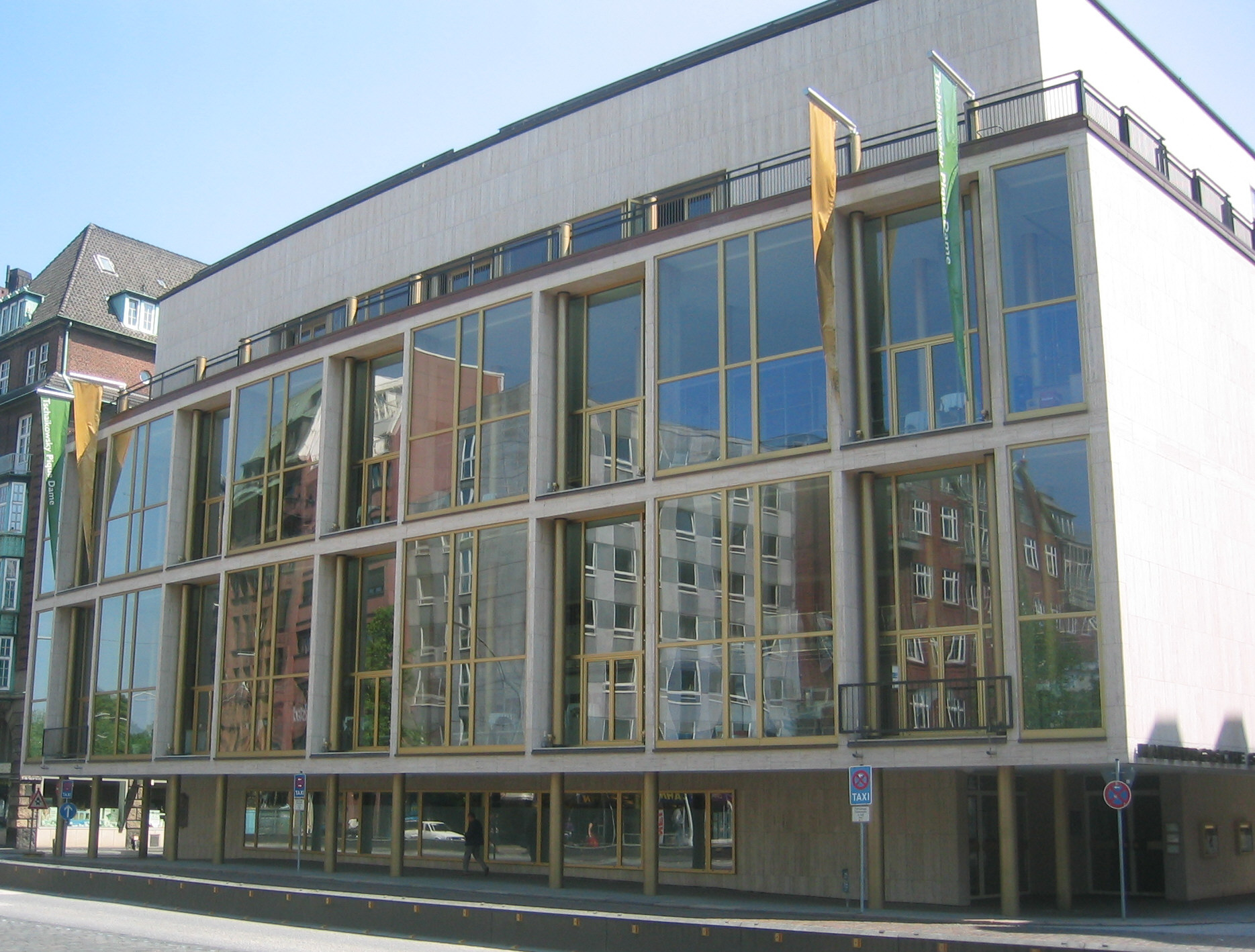
함부르크 국립오페라극장의 전경

함부르크 국립 오페라 극장(Hamburgische Staatsoper)은 독일의 유명한 오페라 극장이다.
1678년에 독일에서 최초의 공개 가극장을 가진 함부르크는 저명한 지휘자나 많은 명가수를 확보, 언제나 우수한 진용을 자랑하고 있다. 그러나 건물은 1943년에 심한 전화를 입었으며 1946년 가을에 다시 일부를 이용, 활동을 시작하였다. 그리하여 1955년 가을 재건에 착수하여 4층의 객석을 합해 약 1,650명을 수용할 수 있는 현대적인 극장으로 개수, 개장하였다. 이 가극장은 건물, 곡목, 무대가 모두 새롭다고 평가받고 있는데 유리로 장식된 겉모양이나 곤돌라의 속칭으로 불리는 객석 및 현대작품, 진귀한 작품과 참신한 연출에 의한 상연 등은 유럽에서 손꼽힐 만큼 유명하다. 이 도시의 한자동맹 이래의 전통적인 진취적 정신이 가극장에도 잘 살아 있으며 입장료에 극장 관계자의 양로보증금을 부가한 것도 하나의 특색이다.